# Куниаки Коисо
Куниаки Коисо (на японски: 小磯國昭) е японски офицер (генерал) и политик: генерал-губернатор на Корея, министър по колониалните въпроси и 41-ви министър-председател на Япония.

## Ранни години
Куниаки Коисо е роден на 22 март 1880 г. в Уцуномия (префектура Точиги) в семейство на полицай със самурайски корени.

## Кариера в армията
През 1900 г. Коисо завършва Императорската армейска академия и постъпва в Армейския военен колеж. През юни 1901 г. е произведен в чин лейтенант и разпределен в 30-и пехотен полк. През ноември 1903 г. става старши лейтенант, а през септември 1904 г., по време на Руско-японската война, служи като батальонен адютант. В март 1905 г. е командир на рота, а през юни 1905 г. е произведен в чин капитан. През ноември 1910 г. Коисо се дипломира от Армейския военен колеж, и пред декември се връща в Императорската армейска академия като инструктор. През септември 1912 г. получава назначение в Квантунската армия, а в август 1914 г. е повишен в майор и му е поведерено командването на батальон във Втори пехотен полк. През юни 1915 г. е върнат на работа в Генералния щаб на армията, а през юли 1918 г. е произведен в чин в подполковник. През юли 1921 г. е преведен на служба във Военновъздушните сили. След като е повишен в полковник през февруари 1922 г. Коисо е изпратен за военен аташе в Европа през юни 1922 г. След завръщането си през август 1923 г. поема командването на 51-ва дивизия. В май 1925 г. се връща на работа в Генералния щаб на армията, където в декември 1926 г. получава чин генерал-майор, а в август 1931 г. – генерал-лейтенант. През 20-те години Коисо се присъединява към относително умерената Фракция на контрола (Тосейха) в японското офицерство, водена от генерал Кадзушиге Угаки, и противопоставяща се на по-радикалната Фракция на действието (Кодоха), начело с генерал Садао Араки. През февруари 1932 г. Коисо става зам.-министър на войната, а в август 1932 г. е назначен и за началник-щаб на Квантунската армия. През март 1934 г. получава командването на 5-а дивизия, а през декември същата година – това на Чосенската армия, дислоцирана в Корея. През ноември 1937 г. е произведен в чин пълен генерал и от юли 1938 г. е назначен в Генералния щаб на армията.

## Служба в администрацията
Коисо напуска действителната военна служба през юли 1938 г. и през април-август 1939 г. и от януари до юли 1940 г. е министър на новосъздаденото Министерство за Велика Източна Азия. От май 1942 до 1944 г. е генерал-губернатор на Корея и с действията си там си спечелва прозвището „Корейският тигър“. Управлението му в Корея е белязано от крайно непопулярното въвеждане на задължителна военна служба за корейци в японската армия.

## Министър-председател
През юли 1944 г. Коисо е избран за министър-председател на Япония след падането на кабинета на Хидеки Тоджо. При избора Коисо се изправя пред силна опозиция, основно от средите на висшето военно командване, което настояват премиер да стане генерал Тераучи Хисаичи, но не могат да си позволят да го отзоват в страната от поста му командващ японските сили в Югоизточна Азия. Цивилни политици, сред които Коичи Кидо и Фумимаро Коное, също не харесват Коисо, заради предишните му симпатии към крайно националистическото общество „Сакура Каи“ и опитът за държавен преврат през 1931 г. (т.нар. Мартенски инцидент). Тези резерви са споделени и от императора пред Тайния съвет. Независимо от това Коисо е избран, тъй като враждуващите политически кръгове не успяват да постигнат консенсус по по-приемлива фигура. Именно те превръщат Коисо в почти символичен премиер, тъй като не го допускат да участва във взимането на нито едно военно решение. Той не е популярен и сред министрите си, които са привърженици на мира, нито сред тези, които настояват за продължаване на войната. През управлението на кабинета на Коисо японските сили търпят множество поражения от американците по всички фронтове. На 10 ноември 1944 г. в болница в Нагоя умира Уан Дзинуей, което на практика означава край на Нанкинското правителство в Северен Китай и загуба на японския контрол върху китайската марионетна администрация. За известно време, Коисо е обмислял започването на мирни преговори, но не успява да намери решение, което би удовлетворило японската армия и съюзниците. Оставен с малко избор, но продължаващ военните усилия, Коисо се опива да разшири властта си над армията, опитвайки се да получи поста министър на войната, едновременно с премиерския, но не успява да го направи законно, тъй като е в запаса. Коисо подава оставка през април 1945 г., когато американски войски завладяват Окинава и след като искането му да бъде включен във военните решения е отхвърлено. Коисо, заедно с директора на Асоциацията за имперска помощ Хейсуке Янагава, е пламенен привърженик на държавния шинтоизъм. Той възстановява древните свещени ритуали в река Сакумо край Хаконе – т.нар. ритуал за подготовката мисоги.

## Осъден за военни престъпления
След края на Втората световна война Коисо е арестуван от окупационните власти и изправен пред Международния военен трибунал за Източна Азия. След като е признат за военнопрестъпник клас А, той е осъден на доживотен затвор. В присъдата му се посочва, че „независимо от факта, че Куниаки Коисо не е бил пряко отговорен за военните престъпления, извършени от японската армия, той не взема никакви мерки за предотвратяването им или наказването на извършителите, когато като министър-председател е имал правомощия да го направи.“
Коисо умира през 1950 г. в затвора „Сугамо“.